# Peter Wall (Fußballspieler)
Thomas Peter Wall (* 13. September 1944 in Shrewsbury; † 30. Oktober 2024) war ein englischer Fußballspieler und -trainer. Als linker Außenverteidiger war er nach ersten Jahren bei Shrewsbury Town und dem AFC Wrexham schließlich beim FC Liverpool aktiv, konnte sich dort nicht dauerhaft durchsetzen, war aber später langjähriger Stammspieler bei Crystal Palace. Im Jahr 1977 zog er über den „großen Teich“ nach Nordamerika und arbeitete dort auch als Trainer.

## Sportlicher Werdegang

### Karriere im englischen Profifußball
Wall wurde als jüngstes von vier Kindern in Shrewsbury geboren und wuchs in einer landwirtschaftlich geprägten Familie auf. Sowohl der Vater als auch der Großvater betrieben Viehzucht, aber auch der Fußball nahm eine Rolle ein. Der Urgroßvater hatte in den 1900er-Jahren für Aston Villa gespielt, wenngleich nicht als Profi. Mit 16 Jahren zog es Wall in die „große Stadt“ zum Drittligisten Shrewsbury Town, nachdem er bereits im Schulsport sein fußballerisches Können in Auswahlmannschaften gezeigt hatte und zu landesweiten Vorspielterminen eingeladen worden war.
Als der sportliche Durchbruch bei den „Shrews“ ausblieb, wechselte der heimatverbundene Wall, dessen Spitzname nach einem damals bekannten Komiker „Max“ lautete, im November 1965 nach Wales zum AFC Wrexham, das in der vierten englischen Liga spielte und nicht weit entfernt lag. Aber auch in Wrexham lief es nicht gut und die Mannschaft zierte das Tabellenschlusslicht. Als dann Talentscouts des amtierenden englischen Meisters FC Liverpool nach Wales kamen, wollten diese sich zunächst den Mitspieler Stuart Mason ansehen. Sie waren jedoch auch von Walls spielerischen Fähigkeiten als Verteidiger dermaßen angetan, dass sie die beiden „im Paket“ im Oktober 1966 verpflichteten. Während Mason jedoch zu keinem Profiligaeinsatz bei den Reds kommen sollte, konnte sich Wall nach einer Eingewöhnungszeit gegen Ende der Saison 1967/68 häufiger einen Startplatz in der Mannschaft sichern. Dabei profitierte er von Verletzungsproblemen des zuvor etatmäßigen Linksverteidigers Gerry Byrne, der 1969 auch seine Karriere beenden musste. Wall selbst verletzte sich dann in einem Spiel gegen Athletic Bilbao am Knie, so dass er später für ein halbes Jahr aussetzen musste und von dem erfahrenen Geoff Strong vertreten wurde. In der Saison 1969/70 durchlief Liverpool eine sportlich schwierige Phase und zu den Spielern, die Trainer Bill Shankly aus der Startelf in die Reservemannschaft versetzte, gehörte Wall. Zuvorgegangen war eine überraschende 0:1-Pokalniederlage gegen den Zweitligisten FC Watford. Obwohl Shankly versicherte, auf Wall zu Beginn der folgenden Spielzeit 1970/71 wieder setzen zu wollen, zeigte sich Wall unzufrieden und ungeduldig und verließ den Klub im Juni 1970 in Richtung des Londoner Erstligakonkurrenten Crystal Palace.
Acht Jahre verbrachte Wall bei „Palace“ und zu Beginn zeigte er sich in derart ausgezeichneter Form, dass er zwischenzeitlich im Fokus der englischen Nationalmannschaft war. Am 19. August 1972 brach er sich gegen seinen Ex-Klub Liverpool nach einem Zweikampf mit Tommy Smith sein Bein, was auch deswegen eine bittere Note hatte, da er kurz zuvor in einen 24-Mann-Kader der „Three Lions“ nominiert worden war. Ab diesem Zeitpunkt ging es sportlich abwärts. Zwar konnte Wall von seiner Verletzung genesen, aber Crystal Palace stieg 1973 in die zweite Liga ab. Nur ein Jahr später folgte der direkte Fall in die Drittklassigkeit. Obwohl er auch weiter solide Leistungen zeigte, blieb ihm die große Bühne nunmehr versagt. Stattdessen eröffnete sich 1977 mit der nordamerikanischen NASL eine neue Perspektive. Sein Mannschaftskamerad bei Palace John Sewell hatte wie viele andere englische Fußballer seit 1973 im Sommer dort gespielt und überzeugte Wall davon, sich ebenfalls den St. Louis Stars anzuschließen.

### Umzug nach Nordamerika
Aus den ursprünglichen drei Monaten, die Wall für ein Gastspiel eingeplant hatte, wurde mehr. Ihm gefiel die neue Umgebung und als das Franchise im Winter 1977 von St. Louis nach Anaheim in Kalifornien zog, folgte Wall und spielte fortan mit dem Team unter dem neuen Namen California Surf, nachdem ihn der zum Trainer beförderte Sewell ihn 1978 von einer Rückkehr aus England überzeugt hatte. Daraus entwickelte sich ein dauerhafter Aufenthalt und ermöglichte ihm auch einen Übergang ins Trainerfach. Nach der Entlassung von Sewell folgte ihm Wall 1979 als Spielertrainer von California Surf nach, wodurch er der damals jüngste Trainer der NASL war. In seiner Amtszeit erreichte die Mannschaft zweimal in Folge den zweiten Platz in ihrer Division, womit sie sich für die Ausscheidungsspiele qualifizierte, dort jedoch jeweils in der ersten Runde ausschied. Die Doppelbelastung (dazu noch Hallenfußball) nagte jedoch schwer an ihm, so dass er 1981 seinen Posten aufgab, was auch an wachsenden Unstimmigkeiten mit der Vereinsführung gelegen hatte. Nur kurz darauf zog sich auch der Verein selbst vom Spielbetrieb zurück.
Ab Januar 1982 trainierte er Phoenix Inferno in der Hallenfußballliga MISL. Dort blieb er nur ein Jahr und auch der 1983 in Phoenix Pride umbenannte Verein löste sich auf. Als er in der Saison 1982/83 Trainer der Los Angeles Lazers wurde, blieb ihm nur wenig Zeit und Geld zum Aufbau einer neuen Hallenfußballmannschaft, was dazu führte, dass die Lazers in der Saison 1982/83 mit einer 8:40-Bilanz abschlossen. Mit etwas mehr Vorbereitung führte Wall die Lazers 1984 zu einer ausgeglichenen 24:24-Statistik und erreichte damit ebenso die Playoffs wie im Jahr darauf. Er blieb bis 1987 Trainer der Lazers. Über den weiteren Werdegang ist wenig bekannt, aber es zog ihn wohl zurück in seine englische Heimat und er ließ sich in Oswestry (in der Nähe von Shrewsbury) nieder.